# 韦夏卿
韦夏卿（743年—806年），字云客，京兆府万年县（今陕西省西安市长安区）人，唐代官员。
出自京兆韦氏龙门公房。曾祖韦弼，主客郎中、莱济商三州刺史。祖韦伯阳，仓部郎中、太原少尹、赠秘书监。父韦迢，检校都官郎中、岭南节度行军司马。
唐代宗大历年间（766-779年）与弟弟韦正卿一同应举，同时进士高第，调授高陵县主簿。历任至刑部员外郎。当时旱灾、蝗灾严重，皇帝下诏令于郎官中选择京畿的县令，韦夏卿被任命为奉天令。以考绩第一名，迁任长安令。改吏部员外郎，转本司郎中，拜给事中。贞元八年（792年），宰相窦参因罪被贬，他也因结交窦氏，出为常州刺史。改苏州刺史。
贞元末年（805年），徐州的节度使张建封病卒，韦夏卿初任徐州行军司马，不久授徐泗濠节度使。他还未至徐州上任，张建封之子张愔被军人立为留后（即代理节度使），朝廷只好改任他为吏部侍郎。之后转任京兆尹、太子宾客，检校工部尚书、东都留守。唐宪宗即位，迁检校吏部尚书，以太子少保致仕。元和元年三月十二日，卒於东都履信里私第，享年六十四。赠尚书左仆射，谥曰献。夫人河东裴氏，侍中裴耀卿之孙，给事中裴皋之女。有九子，长子韦元贸、次子韋穀、三子韋璋、幼子韋珮；女婿元稹。妾段氏(770年～809年)，裴夫人早逝，由其育養諸子女，韋珮之生母。
韦夏卿与宰相齐映、宣州刺史穆赞、穆赞弟侍御史穆员为文章之友，吏部郎中窦群是其门人，为其两次所荐，不出数年而至御史中丞。他任东都留守期间，征辟了很多有才华的人，后来大都官至卿相，被人赞为知人。

## 延伸阅读
[在维基数据编辑]
 《舊唐書/卷165》，出自刘昫《舊唐書》
 《新唐書·卷162》，出自《新唐書》